# Waking and dreaming
Waking and dreaming is het vierde studioalbum van Orleans. Het album werd opgenomen in de Sound Factory in Hollywood in de lente van 1976. het album kreeg drie promotiesingles, waarvan Still the one de grootste hit werd. Dat nummer werd ook voor enige tijd een tune voor ABC, terwijl het gelieerde ABC Records Orleans een aantal jaren eerder had afgescheept. De band was inmiddels uitgebreid naar vijf man, Kelly wilde zich meer toeleggen op toetsinstrumenten.
Alhoewel het de grote hit Still the one bevatte, verscheen het album pas in 2002 op compact disc.

## Musici
- John Hall – gitaar, zang
- Larry Hoppen – toetsinstrumenten, gitaar, zang
- Lance Hoppen – basgitaar, zang
- Wells Kelly – drumstel, percussie, piano
- Jerry Marotta – slagwerk, percussie

Met
- Michael Brecker – saxofoon op Spring fever
- Linda Ronstadt – zang op If I don’t have you
- Blue Mitchell – trompet op Golden State

## Muziek
| Nr. | Titel                                      | Duur |
| --- | ------------------------------------------ | ---- |
| 1.  | Reach (John & Johanna Hall)                | 4:20 |
| 2.  | What I need (John & Johanna Hall)          | 4:42 |
| 3.  | If I don’t have you (John & Johanna Hall)  | 4:03 |
| 4.  | Waking and dreaming (John & Johanna Hall)  | 6:20 |
| 5.  | Sails (John & Johanna Hall)                | 2:06 |
| 6.  | Still the one (John & Johanna Hall)        | 3:53 |
| 7.  | The burn (Kelly)                           | 2:31 |
| 8.  | Golden State (John & Johanna Hall)         | 3:38 |
| 9.  | The path (John & Johanna Hall)             | 3:52 |
| 10. | Spring fever (Larry Hoppen, Marilyn Mason) | 4:10 |

Na de toer behorende bij dit album verliet John Hall de band; er was onenigheid gerezen, wie het voor het zeggen had in de band. Het album betekende tevens de breuk met Asylum Records.